# Zulia Menjívar
Zulia Yarizell Menjívar Bermúdez (El Salvador, 10 de junio de 1992) es una futbolista salvadoreña que juega como centrocampista para Club Deportivo FAS y la Selección femenina de fútbol de El Salvador.

## Primeros años de vida
Menjívar se graduó del Parkdale High School en Maryland en 2010. Marcó 65 goles en sus cuatro años con el equipo de fútbol Lady Panthers.

## Carrera

### A nivel de clubes
Menjívar juega para Club Deportivo FAS en El Salvador.